# الكلية الإنجليزية (القدس)

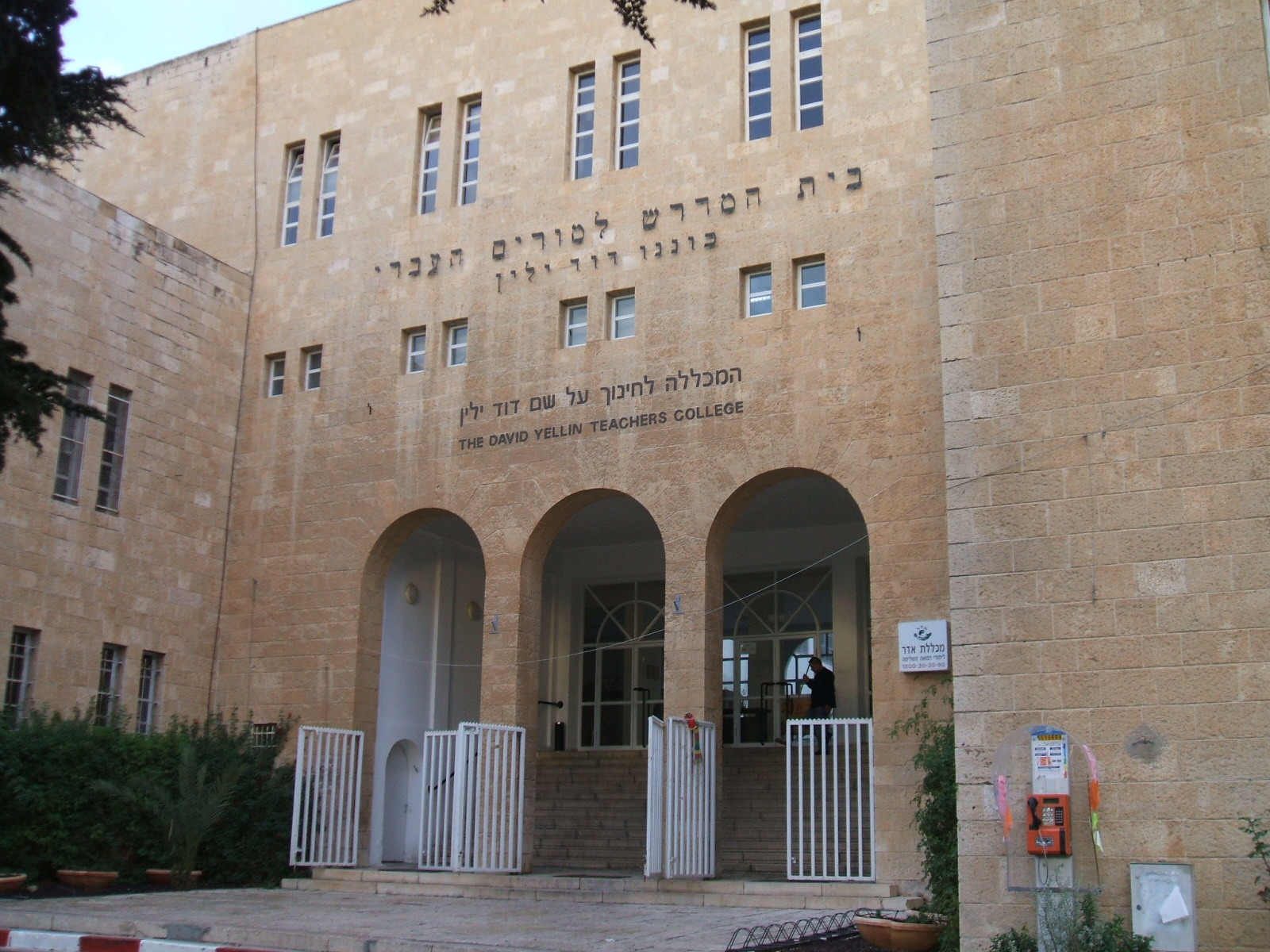
واجهة المبنى

الكلية الإنجليزية أو كلية ديفيد يلين هي كلية للمعلمين الأكاديميين في القدس أسِّست عام 1913. الكلية هي واحدة من أولى كليات المعلمين في فلسطين الانتدابية التي تدرس باللغة العبرية. كانت تُعرف باسم "سمينار بيت هكيرم" تقع على قمة تل مقابل حي بيت هكيرم في القدس. تقع الكلية في معقل بيت حميدراش (أشعل. "مدرسة الهلال")، سميت على اسم الكلية.
ساعد طلاب الكلية في حماية الأهداف اليهودية للعنف العربي في أعمال الشغب عام 1929 و1936-1939، والحرب العالمية الثانية، والحرب العربية الإسرائيلية عام 1948، وحرب الأيام الستة. لقد لعبوا دورًا أساسيًا في نظام الدفاع والحراسة في بيت هكيرم ومناطق أخرى في القدس.
تمنح الكلية اليوم درجات أكاديمية في عدد كبير من المواد. يمثل طلاب الكلية البالغ عددهم 5000 طالب جميع فئات المجتمع الإسرائيلي. اليهود (غير المتدينين والمتدينين) والعرب (المسلمون والمسيحيون) والدروز والشركس والمهاجرون الجدد.

## تاريخ
سميت الكلية على اسم مؤسسها والمدير الأول داود يلين الذي أسسها عام 1913 كجزء من " حرب اللغات " والنضال من أجل التدريس بالعبرية. وكان الرؤساء اللاحقون هم بن صهيون دينور (دينابورغ) وإسرائيل ميهلمان أبراهام بن شوشان وموشيه جيل ونيسان شينين وإيتاي زمران وآنا روسو. اعتبارًا من 2014 رئيس المعهد هو البروفيسور. زميرا ميفاريش.
في الأيام الأولى أجريت الدراسات باللغة العبرية مع الألمانية كلغة ثانية. بدأ الفصل الأول في 14 ديسمبر 1913. يتألف الطلاب بشكل رئيسي من الأولاد من سن 14. تضمن القبول شهادة صحية وبطاقة تقرير "حسن السلوك" من سلطة مثل الحاخام أو مدير المدرسة. أجريت امتحانات دخول في الكتاب المقدس والتلمود والعبرية والتاريخ اليهودي ودراسات عامة. مطلوب إجادة اللغة الألمانية والعبرية والتركية (الأخيرة هي لغة الحكم العثماني). تم تقديم مدرسين خاصين للطلاب الذين يعانون من صعوبات في التعلم ووعدوا بمساعدة مالية للأسر الفقيرة. تم تعليم التلاميذ كلاً من المدرسة الثانوية والدراسات التربوية من أجل تدريبهم كمعلمين. بعد التخرج كان من المتوقع أن يقوموا بالتدريس لمدة عامين أينما وضعتهم الإدارة. بين 1913-1938 ترأس ديفيد يلين "معهد المعلمين العبري".
على الرغم من اندلاع الحرب العالمية الأولى بعد عام من إنشائها، استمر التدريس والتعليم على الرغم من الظروف الصعبة التي كانت سائدة في يشوب قديم.
أثرت الكلية التي تأسست في بيت حكيرم بشكل كبير على تطور وشخصية الحي. استقطبت أساتذة ومثقفين إلى المنطقة بالإضافة إلى من أسس الحي. استأجر الطلاب غرفًا في منازل محلية وأصبحوا جزءًا من الأجواء المحلية. في الصيف، تم السماح بغرفهم للسياح من المنطقة الساحلية وأصبحت مركزًا لقضاء الإجازات الصيفية. لسنوات عديدة كان الكنيس الرئيسي يقع في الندوة.
خلال أعمال الشغب في فلسطين عام 1929، لجأ سكان بيت حكيرم إلى جانب حي العمال المجاورين كريات موشيه وبيت فيغان، كبارًا وصغارًا، إلى مبنى المدرسة غير المكتمل. احتل الناس جميع الغرف بينما تم استخدام القاعة (التي أصبحت في النهاية صالة الألعاب الرياضية) كسقيفة للأبقار. وتمركز حراس مسلحون بالبنادق فوق سطح المبنى وأطلقوا النار على مثيري الشغب من قرية دير ياسين غربي الوادي، الذين حاولوا التسلل إلى المنطقة والوصول إلى مبنى الحوزة. حاصر السكان في المبنى لمدة أسبوع حتى زوال الخطر.
اليوم، تمنح الكلية درجة البكالوريوس وشهادة التدريس في المواد التالية: التعليم قبل المدرسي، والتعليم الابتدائي والثانوي، والتعليم الخاص، والتعليم الخاص بالإعاقات الذهنية والتنموية، والتعليم غير النظامي، والتعليم المفتوح، والتعليم الأنثروبولوجي. يقدم درجة الماجستير في التربية (M.Ed) وفي العلاجات: العلاج بالفن، العلاج بالموسيقى، العلاج بالرقص، العلاج بالكتب، والتربية الخاصة، التدريس والتعلم، المكتبات وعلوم المعلومات .

## أنظر أيضا
- التعليم في فلسطين

## روابط خارجية
- موقع رسمي